# Kazakistan ai XXII Giochi olimpici invernali
Il Kazakistan ha partecipato ai XXII Giochi olimpici invernali, che si sono svolti dal 7 al 23 febbraio a Soči in Russia, con una delegazione composta da 52 atleti.

## Biathlon
In base ai risultati ottenuti nel 2012 e nel 2013 il Kazakistan potrà schierare 10 atleti:
- 5 Uomini
- 5 Donne

## Pattinaggio di figura
Il Kazakistan potrà schierare nel pattinaggio di figura :
- 2 Uomini